# Johnny Mnemonic
„Johnny Mnemonic” este o povestire științifico-fantastică de William Gibson, după care s-a realizat filmul din 1995 cu același nume. Povestirea a apărut inițial în revista Omni în 1981 și apoi a fost publicată în colecția de povestiri din 1986 Burning Chrome, o colecție cu primele povestiri scrise de Gibson. 
Molly Millions (sau Sally Shears) este personajul principal al povestirii, personaj care apare și în romanele lui William Gibson, mai ales în cele din trilogia Sprawl. Molly Millions apare sub denumirea Sally Shears într-un roman mai recent, Mona Lisa Overdrive.
"Johnny Mnemonic" este un traficant de date care și-a implantat în cap un sistem de stocare a datelor, care îi permite stocarea datelor digitale care sunt prea sensibile la riscul de a fi transmise prin rețelele de calculatoare. Pentru a păstra securitatea pachetului stocat, doar destinatarul cunoaște parola de decriptare. În memoria lui Johnny ajung să fie stocate sute de megabyți de date furate de la Yakuza, organizație care vrea să îl lichideze pentru ca acestea să nu ajungă pe mâna altcuiva.
Johnny este salvat de Molly Millions, o femeie care și-a făcut o serie de modificări ale corpului. Împreună, cei doi merg la Jones, care încearcă să găsească parola pachetului de date stocat în capul lui Johhny. După această operațiune, Johnny ia legătura cu Yakuza, amenințând organizația că va răspândi datele respective dacă nu va fi lăsat în pace. În final, Johnny și Molly plănuiesc să-și asigure traiul folosindu-l pe Jones pentru a găsi toate urmele datelor stocate anterior în Johnny, șantajându-i astfel pe foștii lui clienți.

## Vezi și
- Listă de povestiri după care s-au făcut filme